# Midriff
Midriff ist eine österreichische Rockband.

## Geschichte
Nach der Gründung im Jahr 2008 veröffentlichte die Band 2010 ihre erste EP Grassman’s Cottage. Zahlreiche Konzerte in Österreich folgten, woraufhin die Band im Dezember 2011 ihr erstes Musikvideo zu Pumping Iron mit dem World Strongest Man Martin Wildauer als Stargast veröffentlichte. Im Juni 2012 schließlich erschien das Debütalbum Broken Dreams inklusive Musikvideo.
Die Band stand im Sommer auf international besetzten Festivalbühnen, insgesamt kamen europaweit mehr als 200 Auftritte zusammen. Nach einigen Unplugged-Auftritten veröffentlichte die Band später im Jahr die EP Blackout, die live mit zwei Akustikgitarren, Cajon und Gesang aufgenommen wurde.
Es folgten Festivalauftritte im Sommer 2015, unter anderem am Donauinselfest und am Nova Rock Festival.

## Stil
Die Musik des Trios lässt Einflüsse aus Hard Rock, Grunge, Stoner Rock, Classic Rock und Bluesrock erkennen.

## Diskografie

### Alben
- 2012: Broken Dreams
- 2015: Doubts & Fears
- 2017: Decisions

### EPs
- 2010: Grassman’s Cottage
- 2012: Blackout (unplugged)
- 2016: Road Worn (live)

### Singles
- 2015: Outcry